# Circuit de Nevers Magny-Cours
Koordinati:   46°51′51″N, 3°9′49″E
Circuit de Nevers Magny-Cours je dirkališče v Franciji, ki leži v departmaju Nièvre, med vasema Magny-Cours in Saint-Parize-le-Châtel, dobrih 15 kilometrov južno od mesta Nevers. Najbolj znano je po dirki Formule 1 za Veliko nagrado Francije, ki je na njem redno potekala med sezonama 1991 in 2008.
Začetki dirkališča segajo v leto 1960, ko je bila na tem mestu urejena steza za karting v dolžini 510 metrov. Leta 1961 je bila zgrajena tudi steza v dolžini dveh kilometrov, ki je bila deset let kasneje podaljšana na 3,850 kilometra. Dirkališče je bilo v tem času poimenovano Circuit Jean Behra, po francoskem dirkaču, ki se je smrtno ponesrečil leto dni pred otvoritvijo steze za karting.
Leta 1986 so dirkališče odkupile lokalne oblasti, ki so želele urediti moderno stezo, ki bo ustrezala takratnim standardom Formule 1. Leta 1988 so bile prvotne steze razbite, nato pa je bilo na istem mestu urejeno popolnoma novo dirkališče, ki je bilo odprto v naslednjem letu 1989, preden je leta 1991 nadomestilo dirkališče Circuit Paul Ricard kot gostitelj dirke za Veliko nagrado Francije.
Nova steza je bila ravna, z zelo malo vzponov in spustov. Dirkališče je ponujalo dobro infrastrukturo za gledalce. Večina ovinkov je bila poimenovanih po drugih stezah, na primer hitri ovinek Estoril, ali zanka Adelaide. Najprej je bila steza dolga 4,271 kilometra ter je imela 17 ovinkov. Že pred naslednjo dirko za Veliko nagrado Francije 1992 je bila odstranjena šikana po zanki Adelaide, kar je zmanjšalo dolžino steze na 4,250 kilometra, število ovinkov pa na 15. Ta različica steze je bila uporabljana do Velike nagrade Francije 2002.
Steza dirkačem Formule 1 ni omogočala veliko možnosti za prehitevanje, zaradi česar so bile dirke pogosto brez pravega dogajanja. Izjema je bila nekaj dirk, ki jih je začinil dež. Tako je bila Velika nagrada Francije 1999 zaradi hudega naliva prekinjena, po ponovnem štartu pa je imela večina favoriziranih dirkačev velike težave, kar je izkoristil Heinz-Harald Frentzen in z Jordanom slavil presenetljivo zmago.
Pred Veliko nagrado Francije 2003 so spremenili zadnji ovinek in šikano, da bi izboljšali možnosti za prehitevanje, toda brez večjega uspeha. Dolžina steze se je s to spremembo podaljšala na 4,411 kilometra, število ovinkov pa je zopet znašalo 17. Skrajšanje uvoza v bokse pa je spremenilo možnosti za strategijo postankov v boksih. Tako je na Veliki nagradi Francije 2004 Michael Schumacher uspel zmagati s strategijo kar štirih postankov v boksih. Schumacher je na Veliki nagradi Francije 2006 dosegel še svojo osmo zmago na tem prizorišču, kar je rekord dirkača na kateri koli Veliki nagradi.
Bernie Ecclestone si je po letu 2006 prizadeval za premestitev dirke za Veliko nagrado Francije, pri čemer je bilo načrtovano novo ulično dirkališče v Parizu. Dirkališče v Magny-Coursu leži v razmeroma redko poseljenem delu osrednje Francije ter je oddaljeno približno 250 kilometrov od Pariza in Lyona, zaradi česar so bile dirke razmeroma slabo obiskane, gledalci pa so se pritoževali nad težko dostopnostjo dirkališča in pomanjkanjem prenočišč. Čeprav je Ecclestone povedal, da bo Velika nagrada Francije 2008 zadnja na dirkališču v Magny-Coursu, je bila dirka uvrščena tudi na koledar dirk za sezono 2009 ter je imela potekati na istem prizorišču 28. junija, a je nazadnje ni bilo, saj je francoska zveza za motošport zavrnila financiranje dogodka. Ulično dirkališče v Parizu ni bilo uresničeno, nakar dirke za Veliko nagrado Francije ni bilo do sezone 2018, ko je bila prirejena na prenovljenem dirkališču Circuit Paul Ricard v južni Franciji.

## Zmagovalci
| Sezona | Zmagovalec            | Moštvo             | Poročilo |
| ------ | --------------------- | ------------------ | -------- |
| 2008   | Felipe Massa          | Ferrari            | Poročilo |
| 2007   | Kimi Räikkönen        | Ferrari            | Poročilo |
| 2006   | Michael Schumacher    | Ferrari            | Poročilo |
| 2005   | Fernando Alonso       | Renault            | Poročilo |
| 2004   | Michael Schumacher    | Ferrari            | Poročilo |
| 2003   | Ralf Schumacher       | Williams-BMW       | Poročilo |
| 2002   | Michael Schumacher    | Ferrari            | Poročilo |
| 2001   | Michael Schumacher    | Ferrari            | Poročilo |
| 2000   | David Coulthard       | McLaren-Mercedes   | Poročilo |
| 1999   | Heinz-Harald Frentzen | Jordan-Mugen-Honda | Poročilo |
| 1998   | Michael Schumacher    | Ferrari            | Poročilo |
| 1997   | Michael Schumacher    | Ferrari            | Poročilo |
| 1996   | Damon Hill            | Williams-Renault   | Poročilo |
| 1995   | Michael Schumacher    | Benetton-Renault   | Poročilo |
| 1994   | Michael Schumacher    | Benetton-Ford      | Poročilo |
| 1993   | Alain Prost           | Williams-Renault   | Poročilo |
| 1992   | Nigel Mansell         | Williams-Renault   | Poročilo |
| 1991   | Nigel Mansell         | Williams-Renault   | Poročilo |